# Wereldkampioenschappen boogschieten 2021
De wereldkampioenschappen boogschieten 2021 waren door de Fédération Internationale de Tir à l'Arc (FITA) georganiseerde kampioenschappen voor boogschutters. De 51e editie van de wereldkampioenschappen vond plaats in de Amerikaanse stad Yankton van 19 tot en met 26 september 2021.

## Medailles

### Recurve
| Onderdeel             | Goud | Goud                                | Zilver | Zilver                                    | Brons | Brons                                        |
| --------------------- | ---- | ----------------------------------- | ------ | ----------------------------------------- | ----- | -------------------------------------------- |
| Mannen (individueel)  | KOR  | Kim Woo-jin                         | BRA    | Marcus D'Almeida                          | USA   | Brady Ellison                                |
| Mannen (team)         | KOR  | Kim Je-deok Kim Woo-jin Oh Jin-hyek | USA    | Brady Ellison Matthew Nofel Jack Williams | TPE   | Hung Cheng-hao Wei Chun-heng Yu Guan-lin     |
| Vrouwen (individueel) | KOR  | Jang Min-hee                        | USA    | Casey Kaufhold                            | KOR   | An San                                       |
| Vrouwen (team)        | KOR  | An San Jang Min-hee Kang Chae-young | MEX    | Aída Román Alejandra Valencia Ana Vázquez | FRA   | Lisa Barbelin Caroline Lopez Mélodie Richard |
| Gemengd team          | KOR  | An San Kim Woo-jin                  | RUS    | Galsan Bazarzjapov Jelena Osipova         | TUR   | Yasemin Anagöz Mete Gazoz                    |

### Compound
| Onderdeel             | Goud | Goud                                      | Zilver | Zilver                                          | Brons | Brons                                             |
| --------------------- | ---- | ----------------------------------------- | ------ | ----------------------------------------------- | ----- | ------------------------------------------------- |
| Mannen (individueel)  | AUT  | Nico Wiener                               | NED    | Mike Schloesser                                 | EST   | Robin Jäätma                                      |
| Mannen (team)         | USA  | Braden Gellenthien James Lutz Kris Schaff | MEX    | Miguel Becerra Antonio Hidalgo Uriel Olvera     | AUT   | Stefan Heincz Michael Matzner Nico Wiener         |
| Vrouwen (individueel) | COL  | Sara López                                | IND    | Jyothi Surekha Vennam                           | MEX   | Andrea Becerra                                    |
| Vrouwen (team)        | COL  | Sara López Alejandra Usquiano Nora Valdez | IND    | Priya Gurjar Muskan Kirar Jyothi Surekha Vennam | USA   | Linda Ochoa-Anderson Paige Pearce Makenna Proctor |
| Gemengd team          | COL  | Sara López Daniel Muñoz                   | IND    | Jyothi Surekha Vennam Abhishek Verma            | KOR   | Kim Jong-ho Kim Yun-hee                           |

### Medaillespiegel
| Plaats | Land             | Goud | Zilver | Brons | Totaal |
| 1      | Zuid-Korea       | 5    | 0      | 2     | 7      |
| 2      | Colombia         | 3    | 0      | 0     | 3      |
| 3      | Verenigde Staten | 1    | 2      | 2     | 5      |
| 4      | Oostenrijk       | 1    | 0      | 1     | 2      |
| 5      | India            | 0    | 3      | 0     | 3      |
| 6      | Mexico           | 0    | 2      | 1     | 3      |
| 7      | Brazilië         | 0    | 1      | 0     | 1      |
| 7      | Nederland        | 0    | 1      | 0     | 1      |
| 7      | Rusland          | 0    | 1      | 0     | 1      |
| 10     | Chinees Taipei   | 0    | 0      | 1     | 1      |
| 10     | Estland          | 0    | 0      | 1     | 1      |
| 10     | Frankrijk        | 0    | 0      | 1     | 1      |
| 10     | Turkije          | 0    | 0      | 1     | 1      |
| Totaal | Totaal           | 10   | 10     | 10    | 30     |